# Alcis depravaria
Alcis depravaria là một loài bướm đêm trong họ Geometridae.